# Can I Sit Next to You, Girl
Can I Sit Next to You, Girl è un singolo  del gruppo australiano AC/DC, pubblicato nel 1974. Scritta da Angus Young e Malcolm Young, è stata la prima canzone originale degli AC/DC. La b-side del singolo è Rocking in the Parlour. 
Una versione successiva fu poi pubblicata dagli AC/DC nell'album T.N.T. col cantante Bon Scott; il titolo appariva in una forma leggermente diversa, senza virgola (Can I Sit Next To You Girl).